# Chester Bridge (Ohio River)
Die Chester Bridge war eine zweispurige Straßenbrücke über den Ohio River zwischen East Liverpool in Ohio und Chester in West Virginia. Die Hängebrücke wurde bis Ende 1896 von privaten Investoren als Teil des Ausbaus des Rock Springs Park zum Freizeitpark am West-Virginia-Ufer errichtet und ermöglichte eine Straßenbahnverbindung zwischen East Liverpool und dem Park, der im Mai 1897 eröffnete.
Mit der Verlegung des Verlaufes des Lincoln Highway über die Nordspitze von West Virginia 1927, wurde sie Teil der ersten Straßenverbindung zwischen der Ost- und Westküste der USA. Starke Korrosion an den Tragkabeln führte 1969 zur Schließung und ein Jahr später schließlich zum Abriss der Brücke. Ein vierspuriger Neubau für den U.S. Highway 30 erfolgte bis 1977 einen Kilometer flussaufwärts mit der Jennings Randolph Bridge; eine weitere Verbindung über den Ohio im Südwesten von East Liverpool besteht seit 1905 mit der Newell Toll Bridge.

## Geschichte

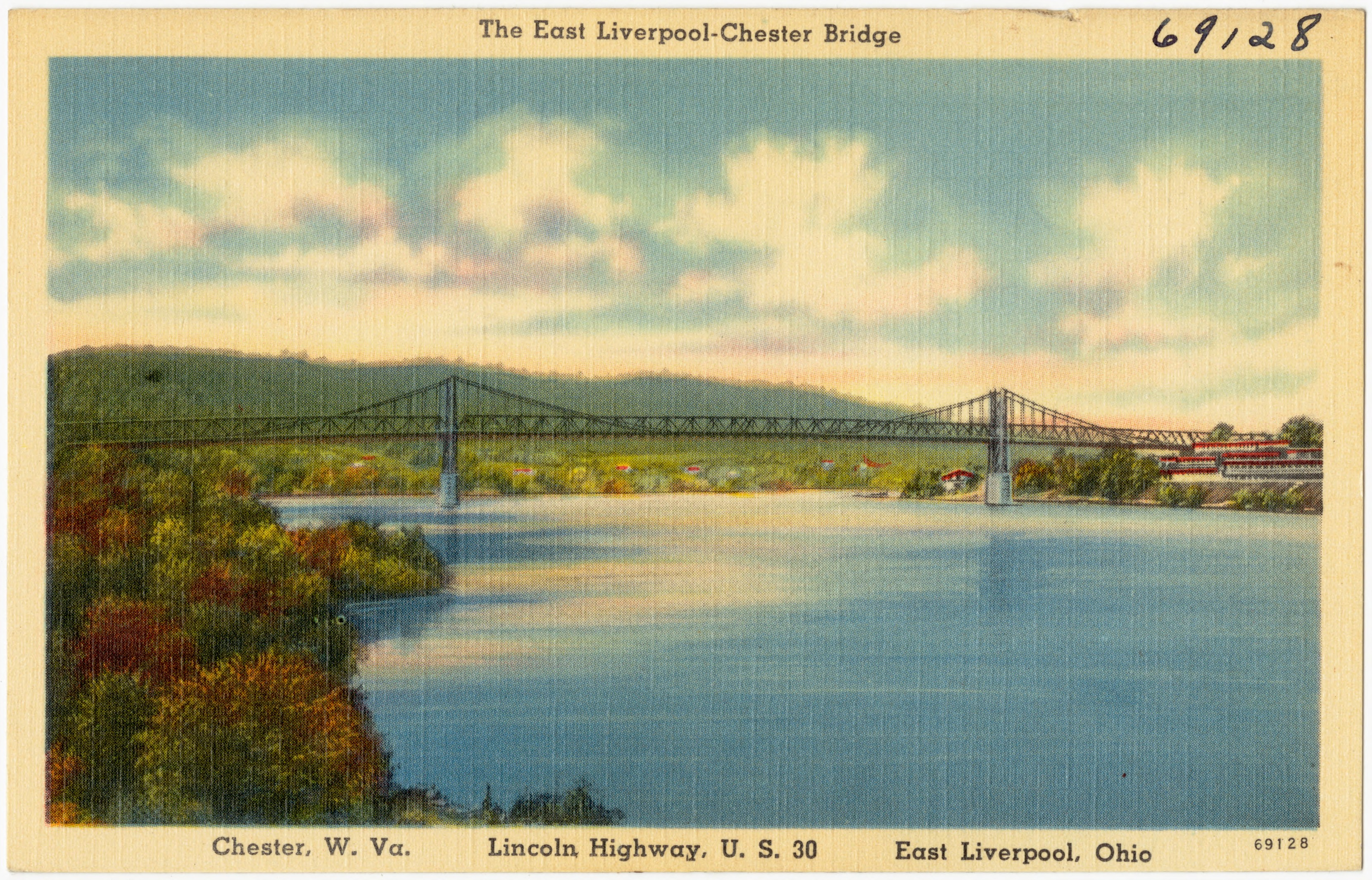
Postkarte der Chester Bridge aus den 1930er Jahren, Blick nach Westen

Der Anwalt James E. McDonald aus East Liverpool erwarb um 1890 circa 70 Hektar Land am gegenüber liegenden Ufer des Ohio in West Virginia, darunter 4,5 Hektar des Rock Springs Park, einem beliebten Picknick-Ausflugsziel, das man per Fähre erreichte. McDonald plante den Ausbau der Gegend zu einem großangelegten Freizeitpark mit Straßenbahnanschluss über eine neu zu errichtende Brücke über den Ohio. Die Bauarbeiten an der Hängebrücke begannen im März 1896 und waren im Dezember abgeschlossen, die Eröffnung fand am Silvestertag 1896 statt. Die erste Straßenbahn überquerte die Brücke am Memorial Day des Folgejahres zur Eröffnung des neuen Freizeitparks. Dieser florierte von der Jahrhundertwende bis in die 1930er Jahre und bestand bis Mitte der 1970er Jahre.
Park und Brücke wechselten über die Jahre unabhängig voneinander mehrfach den Besitzer, der Bundesstaat Ohio erwarb 1938 die Brücke und West Virginia Anfang der 1970er Jahre den Rock Springs Park. Letzteres erfolgte im Zuge des Neubaus der Jennings Randolph Bridge und der Verlegung des U.S. Highway 30 durch das ehemalige Parkgelände. Die Chester Bridge war seit 1927 Teil des Lincoln Highway, als der Verlauf der ersten Straßenverbindung zwischen der Ost- und Westküste der USA verlegt wurde und fortan über die Nordspitze von West Virginia verlief. Nach über 70 Jahren betrieb musste die Brücke 1969 auf Grund von starker Korrosion an den Tragkabeln geschlossen werden; ein Jahr später wurde die Brücke schließlich abgerissen. Der Neubau der Jennings Randolph Bridge erfolgte ab 1971 etwa einen Kilometer flussaufwärts und erstreckte sich bis 1977; der Straßenverkehr wurde während dieser Zeit über die 1905 errichtete Newell Toll Bridge im Südwesten von East Liverpool umgeleitet.

## Beschreibung
Die Chester Bridge war als Hängebrücke aus Guss- und Schmiedeeisen mit einem Fachwerk-Versteifungsträger ausgeführt. Die Spannweite zwischen den H-Pylonen betrug 215 Meter sowie zu den Widerlagern 128 Meter auf der Chester-Seite und 110 Meter auf der East-Liverpool-Seite, wo sich eine 43 Meter lange Trestle-Brücke aus Stahl als Zufahrt anschloss. Der Versteifungsträger besaß zwischen den Widerlagern und den Pylonen eine Steigung von etwa 4 % und hatte im waagerechten Mittelteil eine lichte Höhe von 27 Metern bei Niedrigwasser. Der Fachwerkträger war etwa 6,1 Meter breit und hoch und führte zwei Streifen mit integrierten Straßenbahngleisen. An der flussabwärts gelegenen Seite besaß er zusätzlich einen 2,3 Meter breiten Fußweg auf seitlich angebrachten Auslegern. Die Gesamtlänge der Brücke betrug 531 Meter.

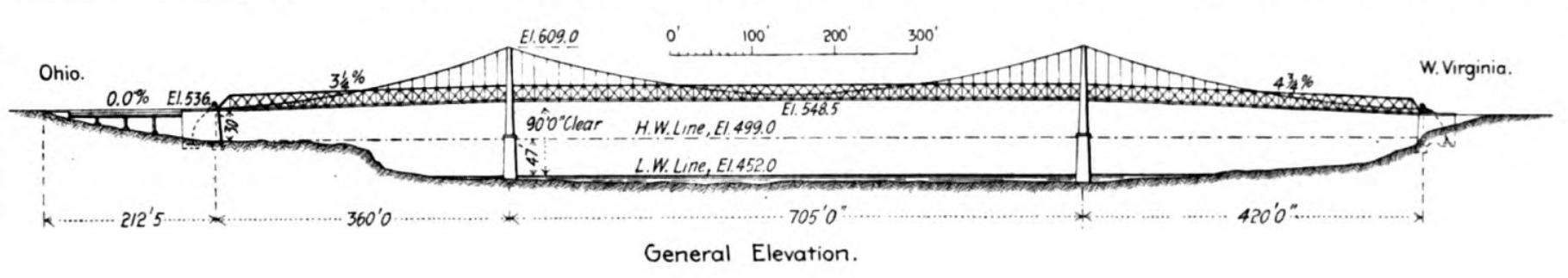
Schematische Zeichnung der Chester Bridge über den Ohio von 1897. Die Tragkabel der Hängebrücke mit Fachwerk-Versteifungsträger sind in den Widerlagern verankert, andedeutet durch gestrichelte Linien. Angaben in den angloamerikanischen Einheiten Fuß (′) und Zoll (″).

Der Versteifungsträger wurde von zwei Stahlkabeln getragen von jeweils 18,6 cm Durchmesser, aufgebaut aus jeweils sieben 7-cm-Einzellitzen. Die Kabel verliefen über die zwei 32 Meter hohen Eisen-Pylone, die auf circa 16 Meter hohen Steinpfeilern errichtet wurden, mit einer Fundamentgrundfläche von 18 m × 7 m. Die Verankerung der Enden der Kabel erfolgte am Grund der jeweiligen Widerlager, in denen sie einbetoniert waren. Die Brücke wurde 1970 nahezu vollständig zurückgebaut, einzig das Widerlager in East Liverpool am Ende der 1st Street ist noch erhalten und wurde als Aussichtsplattform ausgebaut.